# Festivalul Astra Film
Astra Film este festivalul internațional de film documentar care se desfășoară anual în Sibiu. Fondat în 1993 de Dumitru Budrala, AFF este un eveniment unic în Europa Centrală și de Est și este primul festival internațional de film documentar din România. An după an, programele festivalului au depășit limite impuse de definiții și categorisiri și au pătruns pe teren adesea neexplorat. Ajuns la a 30-a ediție, evenimentul este cel mai longeviv festival de film din țară și a devenit în acest timp o platformă importantă de promovare a filmului de non-ficțiune și de lansare a celor mai noi documentare, dar și a regizorilor din Europa, aflați la început de carieră.
În 2009, festivalul a inaugurat secțiunea paralelă de educație prin film documentar Astra Film Junior, destinată elevilor din toate formele și nivelurile de învățământ preuniversitar. 
Începând din 2016, Astra Film organizează DocumentaryTank@AFF, un program dedicat profesioniștilor din industria internațională a filmului documentar.
Misiunea AFF este de a sensibiliza publicul cu privire la realitățile lumii noastre și de a inspira înțelegerea diferitelor culturi și societăți prin promovarea filmelor documentare care abordează problemele zilelor noastre în moduri complexe și creative. Festivalul îi celebrează pe cineaștii care transformă cu pricepere povești umane în documentare pline de semnificație și aduce în fața publicului filme și povești cu care aceștia rezonează, situații în care se regăsesc sau prin care își găsesc răspunsuri în propriile povești. 

## Istoric
Festivalul Astra Film a început din dorința de a redefini percepția publicului din România asupra genului cinematografic documentar, cu numeroasele sale ramificații. În primii ani, programul festivalului s-a concentrat pe producții internaționale de antropologie vizuală, disciplină complet nouă în România în perioada respectivă. În egală măsură, festivalul a pus bazele unui spațiu fertil pentru cineaștii documentariști din România, oferindu-le șansa de a cunoaște filme și autori din toată lumea.
Festivalul a continuat să se dezvolte și a extins constant aria de programare către tipuri tot mai diverse de documentar. Totodată, structura festivalului a devenit din ce în ce mai complexă, prin extinderea categoriilor competiționale și introducerea programelor-portret, a unor secțiuni tematice și a evenimentelor speciale - programe adiționale de tipul expozițiilor foto și multimedia, instalațiilor video și concertelor.
Din anii 2000, festivalul primește și încurajează participarea tinerilor voluntari în cadrul evenimentului. De-a lungul anilor au asistat la organizarea festivalului studenți internaționali, voluntari Peace Corps, interni din Europa de Vest și elevi și studenți din Sibiu și din țară.
Ediția din 2006 prezintă programul special România ce cuprinde o retrospectivă a celor mai semnificative filme documentare realizate în țară în ultimii 16 ani, un colocviu care analizează perspectivele documentarului și, nu în ultimul rând, o expoziție de fotografie documentară ce a oferit o radiografie a României, surprinsă în momentul iminentei aderări la Uniunea Europeană.
Programul special Cinemateca Astra Film – „365 de ferestre spre lume” s-a desfășurat pe parcursul întregului an, în 2007, când Sibiul a fost Capitală Europeană a Culturii. Astfel, evenimentul s-a derulat din ianuarie până în decembrie, în două locații: în Sibiu, la sediul Astra Film și în București, la Clubul Țăranului de la Muzeul Țăranului Român.
În 2008, Festivalul Astra Film a avut ediții itinerante internaționale, în Poznań, Polonia, la invitația Universității din Poznań, și la Novosibirsk, Federația Rusă, la invitația Festivalului internațional de film Meetings in Siberia.
În 2009, Festivalul Astra Film a inițiat programul Astra Film Junior,  program de educație prin film documentar destinat elevilor din toate ciclurile de învățământ preuniversitar din județul Sibiu. 
În ultimii zece ani, Festivalul Astra Film și-a consolidat poziția în peisajul european al festivalurilor de film documentar, având un profil distinct, orientat către plasarea în context internațional a autorilor și producțiilor din regiunea central și est-europeană. 
Din 2020, Astra Film Online prezintă pe site-ul festivalului o parte din selecția de documentare, timp de două săptămâni, după terminarea ediției din fiecare an.
Astra Film Chișinău a avut loc pentru prima dată în noiembrie 2022. Filmele câștigătoare la AFF 2022 au fost prezentate în capitala Republicii Moldova. Tinerii și copiii au putut și ei participa la proiecții dedicate și la atelierul de film literacy organizat pe parcursul celor trei zile de eveniment.

## Structură
Astra Film promovează cinematografia de non-ficțiune și capacitatea nelimitată a documentarului de creație de a dezvălui realitățile societății noastre contemporane și de a contribui în mod decisiv la educarea oamenilor pentru toleranță și incluziune. Filmele din cadrul programului sunt selectate din mii de propuneri înscrise în fiecare an. Prin specificul său, evenimentul aduce de fiecare dată în fața spectatorilor cele mai noi producții de film documentar și prezintă la fiecare ediție zeci de premiere naționale, europene și internaționale. 
Programul AFF este compus pe trei linii mari: secțiuni competiționale, programe tematice și evenimente speciale.

#### SECȚIUNI COMPETIȚIONALE
Voci emergente ale documentarului - filme realizate de regizori aflați la maxim a treia producție, cineaști și cineaste la începutul carierei, dar gata să experimenteze curajos cu mijloacele de expresie ale documentarului pentru a aborda subiecte neobișnuite din unghiuri noi și pentru a ajunge cu subtilitate la rezultate ieșite din comun.
Europa Centrală și de Est - de peste două decenii festivalul a lansat această secțiune dedicată filmelor de non-ficțiune cu teme și subiecte ancorate în spațiul așa-numitului Bloc Estic. Secțiunea promovează în această parte a Europei producția și receptarea documentarelor creative, ale căror autori deslușesc și transpun în limbajul cinemaului de non-ficțiune realitățile atât de particulare pe care le trăiește această zonă de la începutul anilor ‘90. Deși au trecut mai bine de 30 de ani de la căderea comunismului, ecourile lui sunt foarte prezente în această parte a lumii și continuă să îi preocupe pe cineaștii documentariști. Filmele abordează teme variate, printre acestea fiind și: războaie din trecut și conflicte din prezent; granițe politice care amputează viețile oamenilor; fantomele giganților industriali de odinioară care erau centrul vieții pentru comunități numeroase și noii oligarhi; mentalități și atitudini în schimbare în privința Bisericii, a mișcărilor LGBT, protecției mediului și animalelor etc.
România – documentarul românesc a parcurs cale lungă de la primele încercări, din anii ’90, după eliberarea de constrângerile cenzurii comuniste și până la dubla nominalizare la Oscar a documentarului Colectiv, iar Astra Film se poate mândri cu faptul că a fost alături de documentarul românesc pas cu pas, de-a lungul incredibilului său parcurs. An după an, secțiunea competițională România a crescut din punct de vedere al valorii filmelor selectate și și-a extins aria către coproducțiile internaționale cu subiecte românești.
DocSchool - producții ale școlilor de film din Europa, documentare produse sau coproduse de universități/institute de film sau în cadrul unor programe post-universitare de specializare în cinema.
În fiecare an, un juriu format din cineaști internaționali vizionează, evaluează, dezbat și decid câștigătorii fiecărei secțiuni.

#### PROGRAME TEMATICE
Pe lângă secțiunile competiționale, programul oficial include programe tematice care conțin mai multe producții pe aceeași temă. Acestea ajută publicul să își formeze o imagine extinsă, să obțină mai multe informații și să înțeleagă perspective diferite. De-a lungul timpului au fost alese teme precum: Dragoste eternă, Fețe ale războiului, Moarte decisă, Colapsul climatic, Procreare în noile coordonate, Cupluri în ape tulburi sau Granițe. Programele tematice pe subiecte globale sensibile provoacă an de an, în cadrul festivalului, dezbateri și întâlniri unice, care se bucură de un real succes la public.

Alte programe tematice și activități care completează programul AFF și aduc la Sibiu nume importante din lumea filmului documentar sau a jurnalismului de investigație sunt: Proiecțiile speciale (organizate cu filme pe diverse teme, cu public din domeniul legat de subiectul filmului și experți în domeniu care participă la discuțiile post-proiecție), DocTalks (întâlniri semi-formale în care autorul filmului vorbește publicului și invitațiilor în panel despre producție sau un cercetător vine pentru a dezbate subiecte de maxim interes), FOCUS/Investigații (prezintă unele dintre cele mai de impact reportaje de investigație jurnalistică din România), Colecționarul de filme (program care invită personalități ale cinematografiei la o discuție deschisă despre filmele pe care le păstrează în memoria cinefilă), O viață în documentar – Maeștrii (o colecție de trei documentare realizate de un regizor experimentat și premiat, recunoscut pe plan internațional).

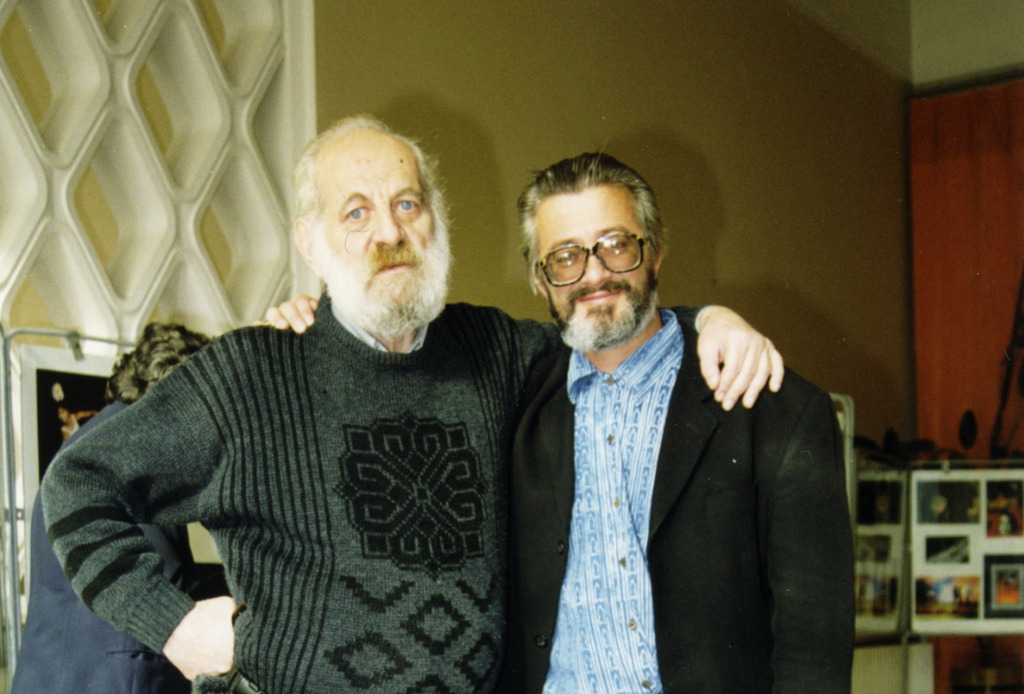
Mircea Săucan (stânga) la Festivalul Astra Film ediția 1998, împreună cu Dumitru Budrala, directorul-fondator al festivalului

Secțiunea Portret celebrează personalități ale cinematografiei documentare mondiale. Secțiunea a fost inaugurată în 1998, cu un program dedicat regizorului Mircea Săucan. Programul l-a readus pe Săucan în atenția publicului din România, după ani de cenzură comunistă și exil autoimpus în Israel. Secțiunea a găzduit de-a lungul anilor programe speciale dedicate unor cineaști precum David MacDougall (2000), John Marshall (2004), Robert Gardner (2006), Bob Conolly (2007), Michael Yorke Arhivat în 14 aprilie 2021, la Wayback Machine. (2007), Leonard Helmrich (2009), Sergei Loznitsa (2014), Fred Wiseman (2016), Peter Dale (2019), Nick Broomfield (2022). 

#### Colecționarul de filme
În 2017, Festivalul Astra Film a inaugurat programul special Colecționarul de filme, care invită personalități ale cinematografiei la o discuție deschisă despre filmele pe care le păstează în memoria cinefilă. Primul invitat a fost cineastul Cristi Puiu (2017). Au urmat regizorii Alexandru Solomon (2018) și Andrei Ujică (2019).

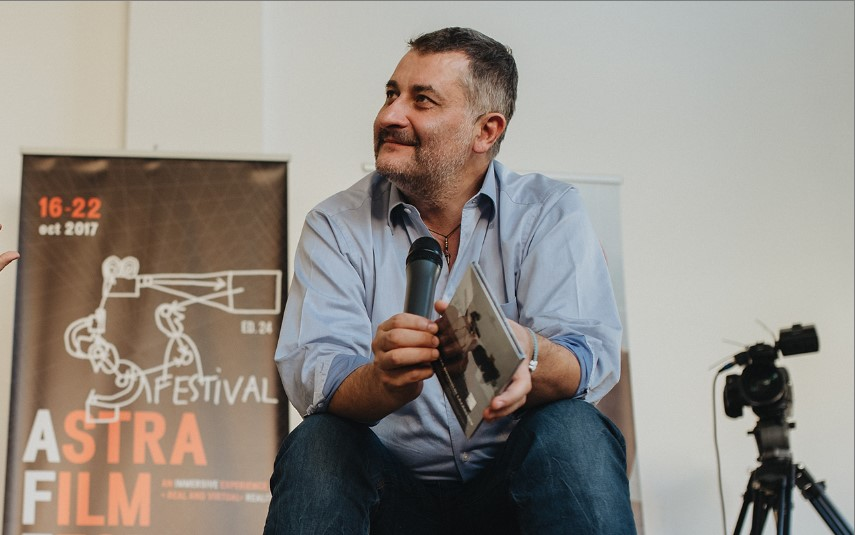
Cristi Puiu la Astra Film Festival 2017
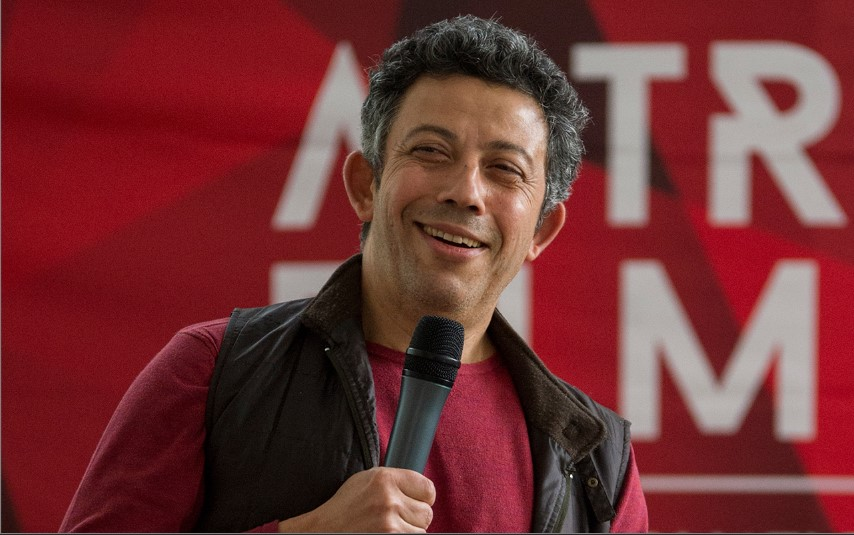
Alexandru Solomon la Astra Film Festival 2018
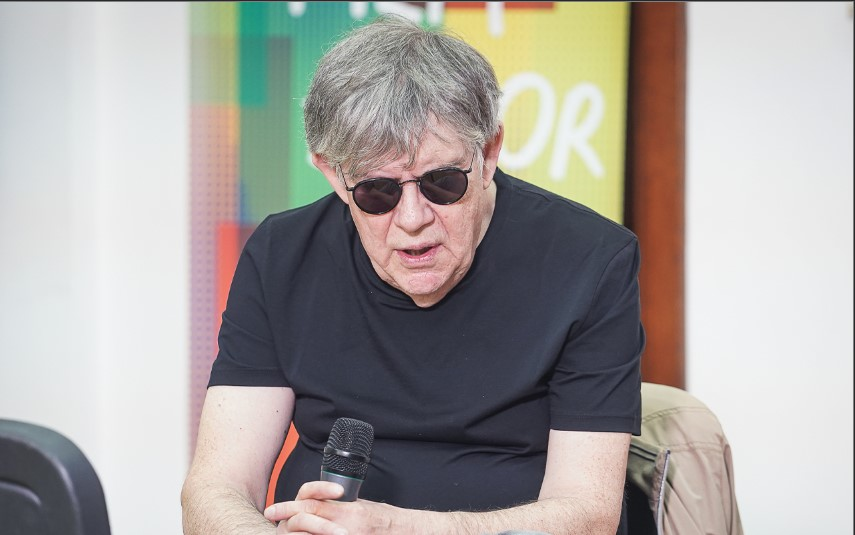
Andrei Ujică la Astra Film Festival 2019

#### O viață în documentar
În 2019, Festivalul Astra Film a inaugurat programul special O viață în documentar. Legende, în colaborare cu regizorul Liviu Tipuriță, nominalizat la Premiile BAFTA. Programul, care celebrează arta documentarului prin explorarea operei și filosofiei unor realizatori de film care au avut o contribuție majoră și distinctivă în dezvoltarea genului, i-a avut ca invitați pe regizorul și producătorul britanic Peter Dale (2019), pe editorul britanic Andrew C. Evans (2020) și pe regizorul Nick Broomfield (2022), autor a 35 de filme documentare.

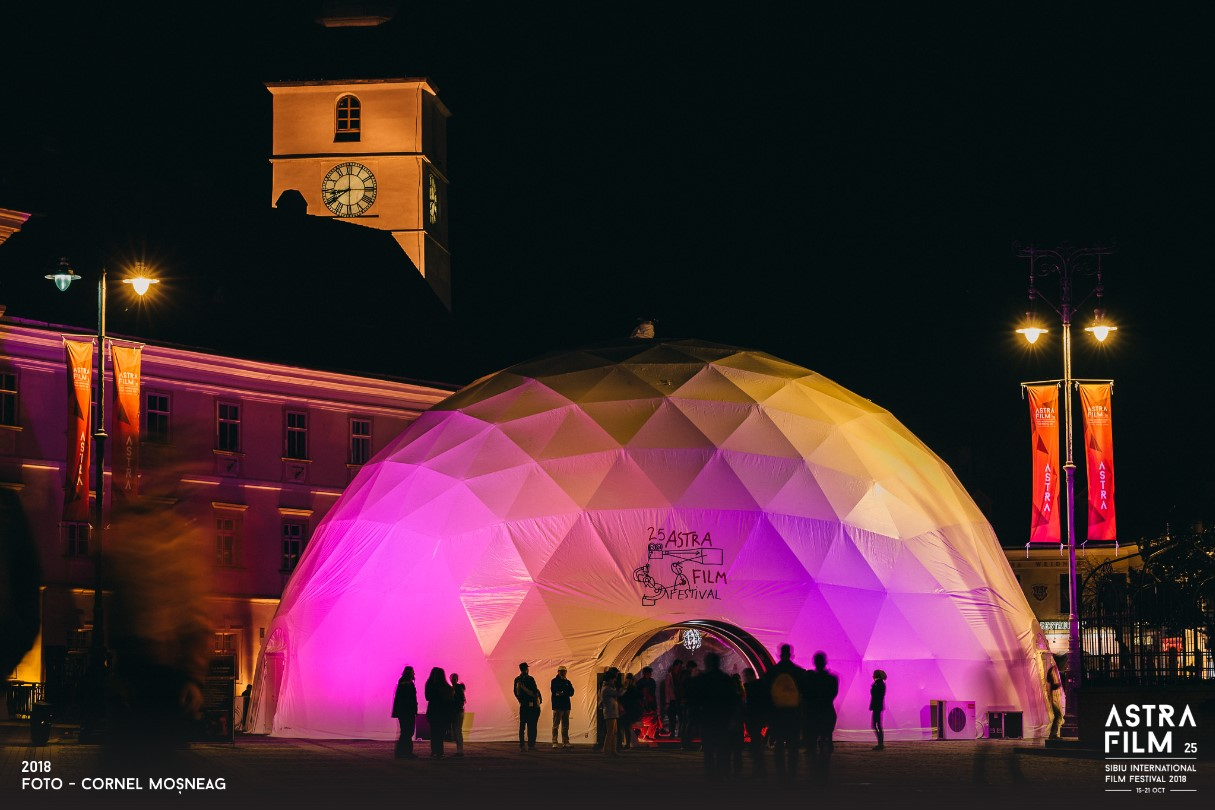
Dom Astra Film Festival 2018, Piața Mare, Sibiu

#### Viitorul e azi
În 2016, Festivalul Astra Film a inaugurat programul Viitorul e azi, dedicat documentarelor realizate cu ajutorul tehnologiilor imersive. Programul, foarte bine primit de public, s-a dezvoltat și a devenit un eveniment în cadrul căruia sunt prezentate zeci de filme la fiecare ediție. New Media Dome oferă o experiență inedită a proiecțiilor cross-media 360 de grade și VR (realitate virtuală) spectatorilor de toate vârstele.

#### EVENIMENTE SPECIALE
Fiecare ediție aduce în fața publicului expoziții legate de filme din program, lansări de carte, conferințe și masterclass-uri, concerte sau alte evenimente speciale care vin să completeze experiența din sala de proiecție.
Publicul festivalului s-a format și a evoluat în rând cu evenimentul. Dacă la primele ediții se goleau sălile atunci când în filme erau abordate teme considerate tabu sau incomode, astăzi una dintre cele mai apreciate activități din cadrul evenimentului sunt sesiunile de Q&A și dezbateri cu profesioniști în diverse domenii, cu regizorii, producătorii și chiar protagoniștii filmelor.

#### ASTRA FILM JUNIOR
În 2009, festivalul a lansat Astra Film Junior, cel mai mare program de educație prin film documentar, la nivel național. Destinat elevilor din toate formele și nivelurile de învățământ preuniversitar, evenimentul cuprinde anual zeci de mii de elevi care participă la proiecțiile din categoriile 6+, 11+ și 15+. Aceștia provin de la școlile din oraș, dar și din orașe sau sate învecinate. Scopul programului este acela de a aduce publicul tânăr în contact cu filmul documentar ca resursă de cunoaștere și înțelegere a realităților contemporane. Astra Film Junior este un festival-în-festival, dedicat formării generației următoare de cinefili și realizatori de film documentar. Activitățile variază de la pregătiri înainte de proiecție, cursuri de formare pentru învățători și profesori la activități post-proiecție, activități pe parcursul anului și caravane de film în zonele rurale.

#### Astra Film DokTank
Începând din 2016, Astra Film organizează DocumentaryTank@AFF, un program dedicat profesioniștilor din industria internațională a filmului documentar, prin care festivalul își asumă un rol proactiv în susținerea dezvoltării de proiecte și a întâlnirilor productive între realizatori de documentar consacrați sau la început de drum, producători, distribuitori, reprezentanți de festivaluri de film și alți experți.
Fiecare ediție a DokTank selectează și promovează proiecte în toate etapele dezvoltării, oferind o platformă pentru regizorii de film documentar pentru a interacționa cu experți din industrie și pentru a găsi potențiali parteneri pentru proiectele lor. Pe lângă accentul pus pe proiecte în dezvoltare, programul include și o varietate de discuții, prezentări și mese rotunde despre condițiile actuale de producție și distribuție de formate documentare.

#### Astra Film Lab
Programul se desfășoară în cadrul DokTank și este un workshop intensiv de patru zile, bazat pe proiecte, ce constă în programe de mentorat, discuții, întâlniri unu-la-unu și un pitch public în fața unei audiențe construite din reprezentanți ai industriei. Astra Film Lab pune accentul pe proiecte și echipe din regiune, cu scopul de a facilita schimburi în Europa.

## Notabilități
Festivalul Astra Film organizează întâlniri, conferințe și sesiuni de masterclass cu invitați de prestigiu. Printre personalitățile prezente la festival se numără regizorii Thomas Ciulei, Iosif Demian, David MacDougall, Mircea Săucan, John Marshall, Pawel Pawlikowski, Adina Pintilie, Corneliu Porumboiu, Cristi Puiu, Alexandru Solomon, fondatoarea IDFA (Festivalul internațional de film documentar de la Amsterdam) Ally Derks, producătorul francez Thierry Garrel, criticul și teoreticianul american Bill Nichols, antropologul și producătorul britanic Michael Stewart, scriitorul american Robert Kaplan, antropologul român Vintilă Mihăilescu.
Festivalul Astra Film a acordat Premiul de excelență pentru contribuții excepționale aduse cinematografiei documentare regizorului român Cristi Puiu (Premiul de excelență 2016), regizorului român Iosif Demian (Premiul de excelență 2017) și producătorului britanic, fondator al Open City Documentary Festival, Michael Stewart (Premiul de excelență 2018).

## Recunoașteri și distincții
Festivalul Astra Film a cîștigat Premiul Galei Societiății Civile în 2002 și 2007. Astra Film Junior a câștigat Premiul Galei Societății Civile în 2012.
Festivalul International de Film de la Sibiu — Astra Film Festival a primit Marele Premiu la secțiunea „Proiecte culturale și festivaluri” în cadrul celei de-a XIV-a ediții a Galei Premiilor Radio Romania Cultural 2014.
Ediția din 2015 s-a desfășurat sub egida  EFFE - Europe for Festivals, Festivals for Europe, o distincție acordată celor mai remarcabile festivaluri europene de către un juriu internațional format din experți în domeniu. 
Din 2015 Festivalul Astra Film se desfășoară sub Înaltul Patronaj al Președintelui României.
Festivalul Astra Film se află în rețeaua European Film Awards a celor mai importante festivaluri de cinema. Astfel, organizatorii AFF sunt acreditați să facă propuneri pentru Premiile Academiei Europene de Film.